# Верхні Хиркаси
Верхні Хирка́си (рос. Верхние Хыркасы, чув. Тури Хыркасси) — присілок у складі Цівільського району Чувашії, Росія. Входить до складу Богатирьовського сільського поселення.
Населення — 147 осіб (2010; 199 у 2002).
Національний склад:
- чуваші — 99 %